# ことば (SUPER BEAVERの曲)
「ことば」は、日本のバンド・SUPER BEAVERの通算7枚目のシングル。2016年1月27日に[NOiD]/murffin discsから発売された。

## 概要
前作「らしさ/わたくしごと」から1年4ヶ月ぶりで、3ヶ月連続ワンコインシングルの第一弾シングル。
表題曲の「ことば」は関西テレビ「ミュージャック」1月度EDテーマとなっている。
カップリングに収録されているライブ音源は2015年11月27日に赤坂BLITZにて行われたライブの音源である。

## 収録曲
1. ことば
作詞：柳沢亮太・渋谷龍太 / 作曲：柳沢亮太 / 編曲：SUPER BEAVER
  - 関西テレビ「ミュージャック」1月度EDテーマ
2. 歓びの明日に (Live ver.)
3. わたくしごと (Live ver.)
4. サイレン (Live ver.)